# トロイ衡

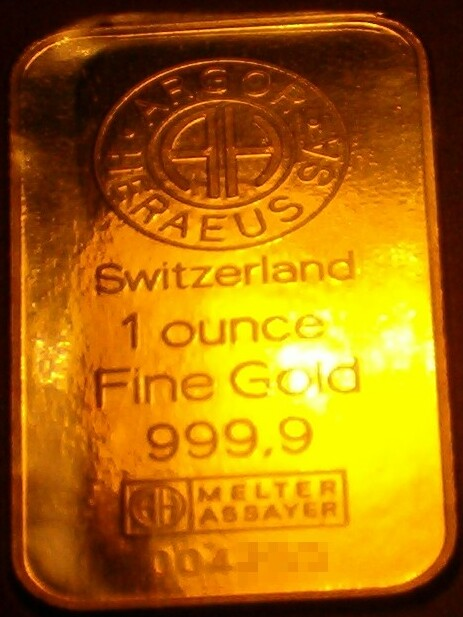
トロイオンスは、金の計量の伝統的な単位である。

トロイ衡（トロイこう、Troy weight）とは、ヤード・ポンド法における質量の単位の系統の一つである。貴金属や宝石の計量に用いられる。金衡（きんこう）とも言う。
常衡では16オンスで1ポンド (453.59 g) となるのに対し、トロイ衡では12トロイオンスが1トロイポンド (373.24 g) となる。トロイオンスは480グレーンだが、常衡のオンスは437+1⁄2グレーンである。どちらの系でもグレーンの大きさは同じで、1959年の国際ヤード・ポンドの合意によるポンドの値に基づいて、1グレーンは正確に0.06479891 gと定義されている。現在では、トロイオンスが金・銀・宝石の計量に用いられるだけで、他のトロイ衡の単位はほとんど使われていない。

## 語源
「トロイ衡」という名前は、イギリスの商人が9世紀前半ごろから取引していたフランスのトロワに由来するものと考えられている。「トロイ」という名前は、1390年のダービー伯爵（後のイングランド王ヘンリー4世）のヨーロッパ大陸への遠征の報告の中で、大皿の重さを記述しているのが初出である。
チャールズ・ムーア・ワトソン（1844年–1916年）は、他の語源を提唱している。1307年以前のヘンリー3世かエドワード1世の統治下で成立した「度量衡法」(Tractatus de Ponderibus et Mensuris) に"troni ponderacionem"という文言があり、Public Record Commissionersはこれを"troy weight"（トロイ衡）と訳している。"troni"という言葉は市場 (market) を意味する。ワトソンは、『ライト方言辞典』(Wright's Dialect Dictionary)で天秤を意味する"troi"という単語を発見した。
トロイ衡はタワー衡 (tower system) とも関連している。現代のトロイ衡の初出は1414年である。

## 歴史
メートル法が採用される以前、ヨーロッパの各地で多様なトロイ衡が使用されていた。オランダ・トロイ、パリ・トロイなどである。それらの値の差は、最高で数パーセントにもおよんだ。イングランドでは15世紀に初めてトロイ衡が使われ、1527年には金・銀の計量の公式単位になった。イギリス帝国の度量衡（帝国単位）は1824年に制度化されたが、それより以前にトロイ衡は、帝国単位の元になったイギリス単位の一部となっていた。
今日、広範囲にわたり使用される唯一のトロイ衡は、イギリスの帝国金衡オンスと、アメリカの慣用単位でそれに対応する物である。どちらも0.06479891 g（定義値）のグレーンに基づいて、480グレーンを1トロイオンスとする（常衡のオンスは437+1⁄2グレーン）。
イギリス帝国では19世紀に12トロイオンスのトロイポンドを廃止したが、アメリカの慣用単位では廃止されておらず、まれに使用される。

### 起源
トロイ衡の起源はわかっていない。名前は北東フランスのトロワのシャンパーニュの大市によるものであろうが、単位自体はそれより北が起源と見られている。イギリスのトロイ衡は、ブレーメンのトロイ衡に非常に値が近い（ブレーメンのトロイオンスは480.8グレーンに相当する）。
他には、マーシア王オファがディレム銀貨（約45.0グレーン）から重さの基準を定めたように、イスラム圏のディレム金貨（47.966グレーン）に由来するという説がある。

## 単位

常用ポンド・トロイポンド・タワーポンド・商業ポンド・ロンドンポンドの比較

### トロイポンド
1トロイポンドは12トロイオンスに等しく、5760グレーンに等しい。よって、正確に373.2417216 gとなる。常衡では1ポンドは16オンス、7000グレーンに等しく、正確に453.59237 gである。かつては、1トロイポンドの銀をそのまま通貨として使用していた。これが通貨単位としてのポンドの由来である。

### トロイオンス
1トロイオンス(oz t)は正確に31.1034768 gに等しい。
トロイオンスは常用オンスの約1.09714286倍、正確に192⁄175倍であり、トロイオンスの方が約10%大きい。

### ペニーウェイト
1ペニーウェイト(dwt)は24グレーンであり、20ペニーウェイトで1トロイオンスと定義されている。12トロイオンスで1トロイポンドなので、1トロイポンドは240ペニーウェイトとなる。これが、かつての通貨のポンドが240ペンス（pence、単数形はペニー (penny)）であった理由である（ただし、1526年まではイギリスのポンド（質量）はタワーポンドに基づいており、それはトロイポンドの15⁄16である）。1971年に、1ポンド＝100ペンスに改められた。
単位記号のdwtのdは、新約聖書にも記載されている古代ローマのコインデナリウス (denarius) に由来する（wtはweightの略）。dという記号は、イギリスの通貨のかつての表記法にも見られる。かつてはポンド、シリング、ペンスを£, s, dの記号で表し、例えば6ポンド11シリング8ペンスは£6 11s 8dと記述した。

### ミントウェイト
ミントウェイト (Mint weights)、別名「貨幣鋳造人の衡量 (moneyers' weights)」は、An Act touching the monies and coins of Englandという議員立法によって1649年7月17日に法制化された。1グレーンは20マイト (mite)、1マイトは24ドロイト (droit)、1ドロイトは20ペリット (perit)、1ペリットは24ブランク (blank) である。

## スコットランドのトロイ衡
スコットランドでは、エディンバラ市の金細工師の組合は、16の倍数の系を使用した。16ドロップ (drop) で1トロイオンス、16トロイオンスで1トロイポンド、16トロイポンドで1トロイストーンとなる。スコットランドでは、貴金属や宝石を測る方法が他にもいくつかあったが、金や銀については上記の16の倍数の系が一般的だった。スコットランドのトロイポンドは7166グレーンだったが、イングランドとの合同後は7680グレーンに改められた。1ドロップは30グレーンで、この改正によりオンスとグレーンをイングランドの標準にあわせた。

## オランダのトロイ衡
オランダのトロイ衡はマルク (Mark) が基準となっており、1マルクは8オンス、1オンスは20エンゲル（Engel、ペニーウェイトに相当）、1エンゲルは32アズ (As) となる。1マルクは3798グレーン、246.084グラムに相当する。

## 換算
| 単位                             | グレーン | グラム（正確な値） |
| -------------------------------- | -------- | ------------------ |
| トロイポンド（12トロイオンス）   | 5,760    | 373.24172160       |
| トロイオンス（20ペニーウェイト） | 480      | 31.10347680        |
| ペニーウェイト                   | 24       | 1.55517384         |
| グレーン                         | 1        | 0.06479891         |

トロイ衡は薬衡でも使われたが、分割方法は異なっていた。